# Cameron Dawson
Cameron Miles Dawson (Sheffield, 7 luglio 1995) è un calciatore inglese, portiere del Rotherham Utd.

## Carriera
Cresciuto nel settore giovanile dello Sheffield Weds, nei primi anni di carriera è stato ceduto in prestito nelle serie inferiori del calcio inglese. Ha esordito in prima squadra il 1º ottobre 2015 disputando l'incontro di Football League Championship perso 2-1 contro il Brighton.

## Statistiche
Statistiche aggiornate al 16 agosto 2025.
| Stagione                | Squadra                 | Campionato              | Campionato | Campionato | Coppe nazionali | Coppe nazionali | Coppe nazionali | Coppe continentali | Coppe continentali | Coppe continentali | Altre coppe | Altre coppe | Altre coppe | Totale | Totale |
| Stagione                | Squadra                 | Comp                    | Pres       | Reti       | Comp            | Pres            | Reti            | Comp               | Pres               | Reti               | Comp        | Pres        | Reti        | Pres   | Reti   |
| ----------------------- | ----------------------- | ----------------------- | ---------- | ---------- | --------------- | --------------- | --------------- | ------------------ | ------------------ | ------------------ | ----------- | ----------- | ----------- | ------ | ------ |
| 2013-gen. 2014          | Sheffield Weds          | FLC                     | 0          | 0          | FACup+CdL       | 0               | 0               | -                  | -                  | -                  | -           | -           | -           | 0      | 0      |
| gen.-giu. 2014          | Plymouth                | FL2                     | 0          | 0          | FACup+CdL       | -               | -               | -                  | -                  | -                  | -           | -           | -           | 0      | 0      |
| ago.-nov. 2014          | Alfreton Town           | CPL                     | 17         | -31        | -               | -               | -               | -                  | -                  | -                  | -           | -           | -           | 17     | -31    |
| nov. 2014-2015          | Sheffield Weds          | FLC                     | 0          | 0          | FACup+CdL       | 0               | 0               | -                  | -                  | -                  | -           | -           | -           | 0      | 0      |
| 2015-2016               | Sheffield Weds          | FLC                     | 0          | 0          | FACup+CdL       | 0               | 0               | -                  | -                  | -                  | -           | -           | -           | 0      | 0      |
| ago. 2016               | Wycombe                 | FL2                     | 1          | -1         | FACup+CdL       | 0+1             | 0 + -1          | -                  | -                  | -                  | -           | -           | -           | 2      | -2     |
| ago. 2016-2017          | Sheffield Weds          | FLC                     | 4          | -3         | FACup+CdL       | 0               | 0               | -                  | -                  | -                  | -           | -           | -           | 4      | -3     |
| ago.-dic. 2017          | Sheffield Weds          | FLC                     | 0          | 0          | FACup+CdL       | 0               | 0               | -                  | -                  | -                  | -           | -           | -           | 0      | 0      |
| dic. 2017               | Chesterfield            | FL2                     | 2          | -2         | FACup+CdL       | -               | -               | -                  | -                  | -                  | -           | -           | -           | 2      | -2     |
| dic. 2017-2018          | Sheffield Weds          | FLC                     | 3          | -1         | FACup+CdL       | 4+0             | -3 + 0          | -                  | -                  | -                  | -           | -           | -           | 7      | -4     |
| 2018-2019               | Sheffield Weds          | FLC                     | 26         | -46        | FACup+CdL       | 2+0             | -2 + 0          | -                  | -                  | -                  | -           | -           | -           | 28     | -48    |
| 2019-2020               | Sheffield Weds          | FLC                     | 24         | -34        | FACup+CdL       | 2+2             | -1 + -2         | -                  | -                  | -                  | -           | -           | -           | 28     | -37    |
| 2020-2021               | Sheffield Weds          | FLC                     | 8          | -9         | FACup+CdL       | 0+1             | 0+0             | -                  | -                  | -                  | -           | -           | -           | 9      | -9     |
| 2021-2022               | Exeter City             | FL2                     | 45         | -40        | FACup+CdL       | 3+1             | -4 + -3         | -                  | -                  | -                  | FLT         | 1           | -3          | 50     | -50    |
| 2022-2023               | Sheffield Weds          | FL1                     | 22+3       | -16 + -5   | FACup+CdL       | 3+2             | -3 + 0          | -                  | -                  | -                  | FLT         | 3           | -6          | 33     | -30    |
| 2023-2024               | Sheffield Weds          | FLC                     | 18         | -28        | FACup+CdL       | 1+1             | 0 + -1          | -                  | -                  | -                  | -           | -           | -           | 20     | -29    |
| Totale Sheffield Weds   | Totale Sheffield Weds   | Totale Sheffield Weds   | 108        | -142       |                 | 18              | -12             |                    | -                  | -                  |             | 3           | -6          | 129    | -160   |
| 2024-2025               | Rotherham Utd           | FL1                     | 14         | -19        | FACup+CdL       | 1+2             | -3 + -3         | -                  | -                  | -                  | FLT         | 4           | -3          | 21     | -28    |
| 2025-2026               | Rotherham Utd           | FL1                     | 3          | -5         | FACup+CdL       | 0+1             | 0+0             | -                  | -                  | -                  | FLT         | 0           | 0           | 4      | -5     |
| Totale Rotherham United | Totale Rotherham United | Totale Rotherham United | 17         | -24        |                 | 4               | -6              |                    | -                  | -                  |             | 4           | -3          | 25     | -33    |
| Totale carriera         | Totale carriera         | Totale carriera         | 190        | -240       |                 | 27              | -26             |                    | -                  | -                  |             | 8           | -12         | 225    | -278   |